# Sân vận động Tướng Lansana Conté
Sân vận động Tướng Lansana Conté (tiếng Pháp: Stade Général Lansana Conté) là một sân vận động đa năng ở Conakry, Guinée. Sân được hoàn thành vào năm 2011 và được sử dụng chủ yếu cho các trận đấu bóng đá và điền kinh. Sân đã tổ chức một số trận đấu trên sân nhà của đội tuyển bóng đá quốc gia Guinée.